# Коваленко Сергій Григорович
Сергій Григорович Коваленко (нар. 22 грудня 1973, Марганець) — український футболіст, що грав на позиції нападника.Найбільш відомий за виступами у клубі вищої ліги України «Дніпро» з Дніпропетровська, «Металург» із Запоріжжя.

## Клубна кар'єра
Сергій Коваленко народився в місті Марганець, та є вихованцем місцевої ДЮСШ «Шахтар». У сезоні 1992—1993 років футболіст дебютував у команді української першої ліги «Металург» з Нікополя. За короткий час він став одним із гравців основи команди, й на початку 1994 року отримав запрошення від команди вищої ліги України «Дніпро» з Дніпропетровська, проте в основному складі команди вищої ліги не закріпився, і на початок сезону 1994—1995 років повернувся до Нікополя. У цьому сезоні нікопольська команда зайняла третє місце в чемпіонаті, проте до вищої ліги пробитися не зуміли. У 1997 році Коваленко перейшов до складу команди вищої ліги «Металург» із Запоріжжя, в якій грав 2 роки, та провів 30 матчів у чемпіонаті. На початку сезону 1999 року футболіст грав у іншій запорізькій команді першої ліги «Торпедо», проте за півроку він повернувся до нікопольської команди, де грав до 2002 року.
На початку сезону 2002—2003 років Сергій Коваленко перейшов до команди першої ліги «Полісся» з Житомира, в якій грав до кінця 2003 року. На початку 2004 року футболіст перейшов до складу команди другої ліги «Олком» з Мелітополя. У 2006—2008 роках Коваленко грав у складі іншої команди другої ліги «Олімпія ФК АЕС», після чого до 2016 рокуграв у аматорських командах Марганця.

## Титули та досягнення
- Бронзовий призер Першої ліги України: 1994–1995